# مطار كوبنهاغن
مطار كوبنهاغن كاستروب (بالدنماركية: Københavns Lufthavn, Kastrup)، هو مطار دولي يخدم العاصمة الدنماركية كوبنهاغن، بالإضافة إلى منطقة أوريسند التي تشمل جزيرة زيلاند والمقاطعة السويدية الجنوبية سكانيا. في عام 2023، كان أكبر مطار في دول الشمال الأوروبي.
يُعد المطار الأكبر في المنطقة، حيث استقبل حوالي 30 مليون مسافر في عام 2024. ويعتبر من أقدم المطارات الدولية في أوروبا، ورابع أكثرها ازدحامًا في شمال أوروبا، بالإضافة إلى كونه الأكثر نشاطًا للسفر الدولي في إسكندنافيا.
يقع المطار على جزيرة أماجر، على بعد 8 كيلومترات جنوب وسط كوبنهاغن، و24 كيلومترًا غرب مالمو السويدية، ويربطهما جسر أوريسند. تغطي مساحة المطار حوالي 11.8 كيلومتر مربع، ويتبع أغلبه بلدية تورنبي، مع جزء صغير يقع ضمن مدينة دراجور.
يعتبر المطار المحور الرئيسي لشركة الخطوط الجوية الإسكندنافية، ويُستخدم أيضًا كقاعدة تشغيلية لشركتي صن كلاس إيرلاينز ونورويجيان إير شاتل. يخدم المطار نحو 60 شركة طيران مجدولة، ويصل إلى قدرة تشغيلية تصل إلى 83 عملية في الساعة، ويضم 108 جسور طائرات ومواقف بعيدة. الغالبية العظمى من المسافرين دوليون، حيث شكلوا 83.5% من إجمالي الركاب عام 2015، مقابل 6.1% محليين و10.4% بين قارات. المطار مملوك لشركة كوبنهاغن لوفتهفني، التي تدير أيضًا مطار روسكيلدي ويعمل به حوالي 17,000 موظف.
عرف المطار في الأصل باسم "مطار كاستروب" نسبةً إلى بلدة كاستروب [الإنجليزية] الصغيرة التي أصبحت الآن جزءًا من بلدية تورنبي، ولا يزال اسمه الرسمي "مطار كوبنهاغن كاستروب" للتمييز بينه وبين مطار روسكيلدي.

## معرض صور

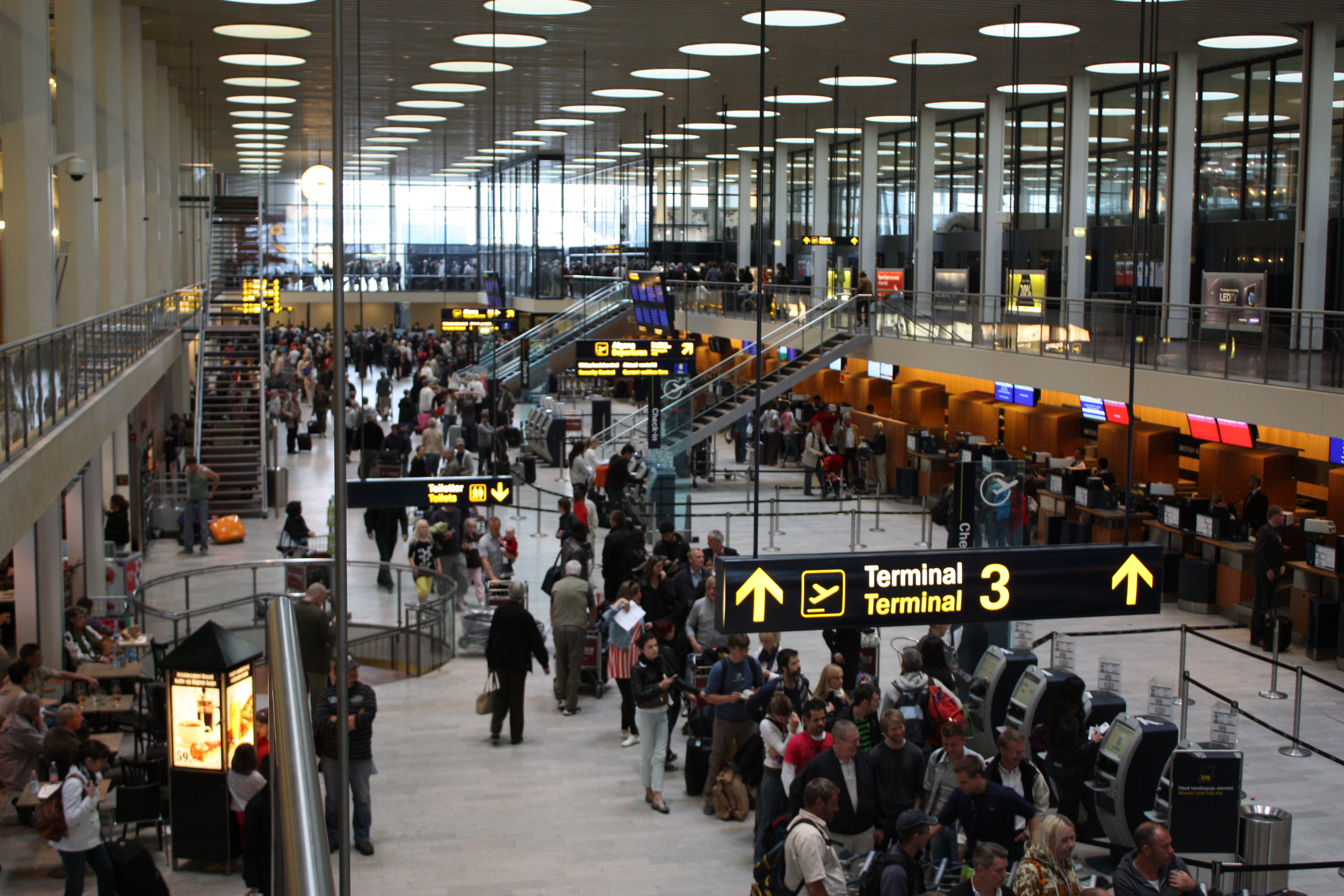
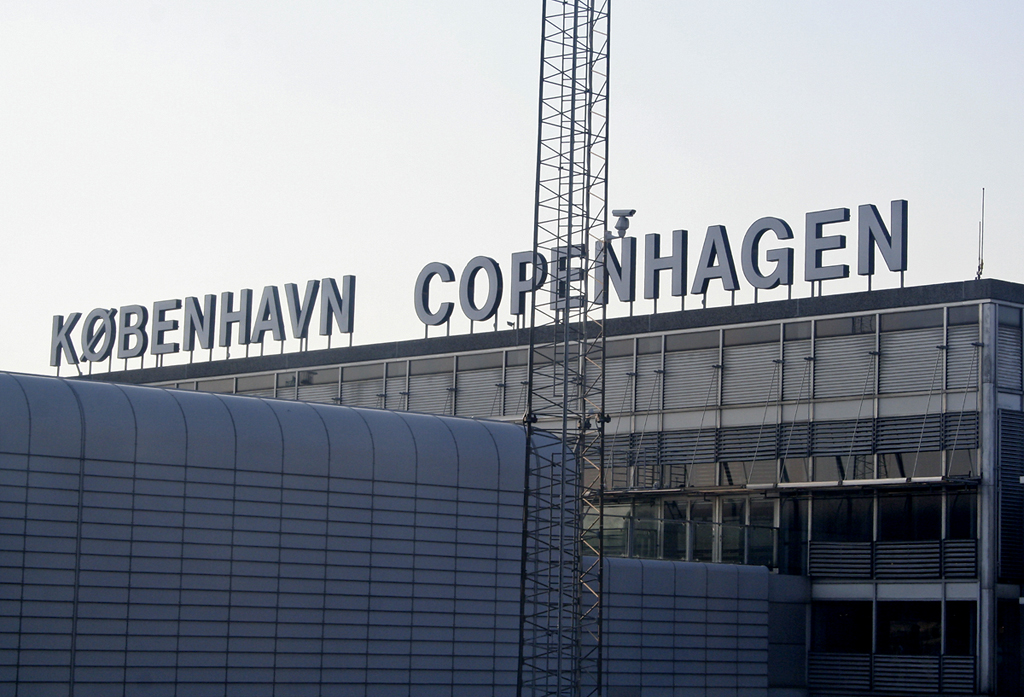
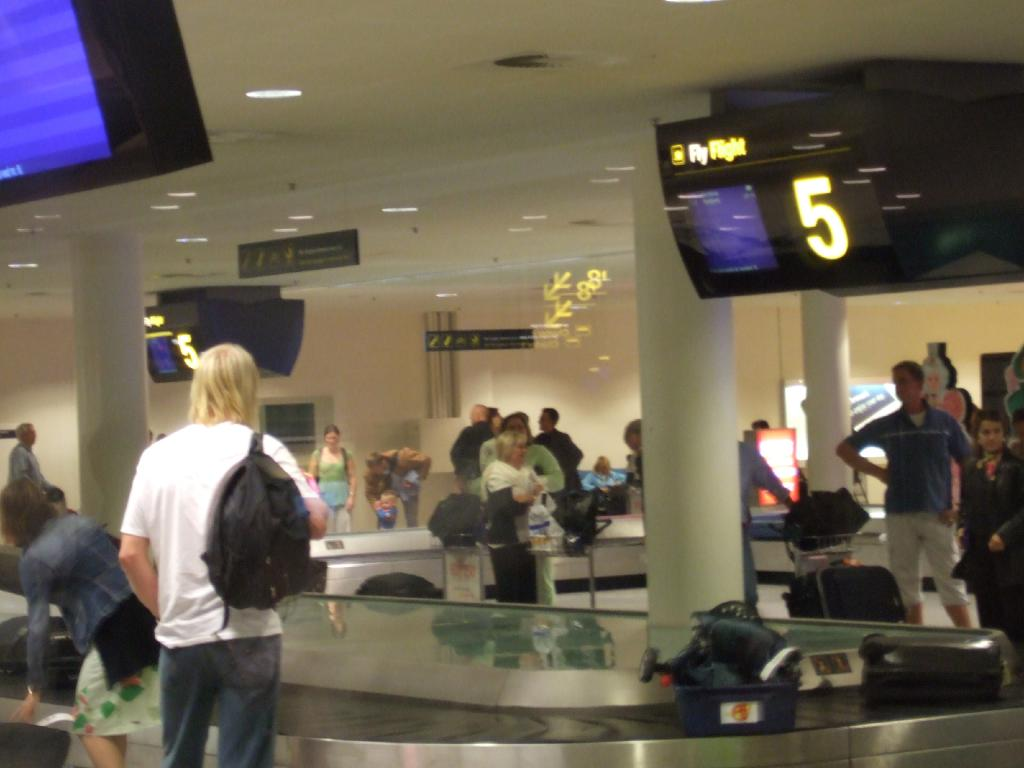
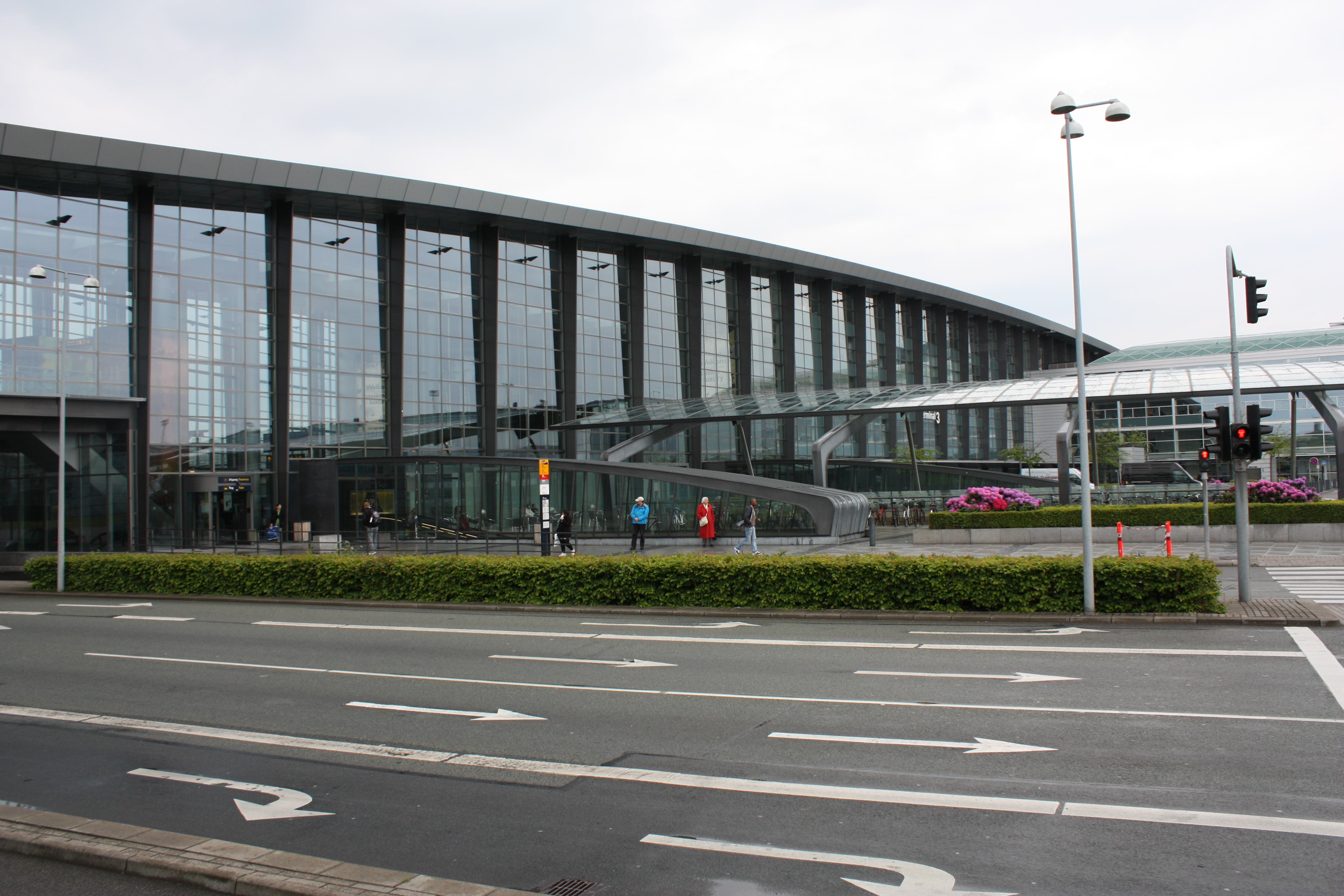